# Магн (консул 460 г.)
Вижте пояснителната страница за други личности с името Магн.
Флавий Магн (на латински: Flavius Magnus) е политик на Западната Римска империя през 5 век.

## Биография
Той произлиза от Нарбона. Вероятно е внук на Енодий (проконсул на Африка, 395 г.) и син на Феликс (консул 428 г.) и Падузия.
През 455 и 456 г. той е magister officiorum при Авит, а от 458 г. е преториански префект на Галия. През 460 г. Флавий Магн е консул заедно с Флавий Аполоний.
Баща е на Флавий Магн Феликс (префект на Галия), Флавий Проб (сенатор), Аранеола и Енодий. Той е прадядо на Флавий Аркадий Плацид Магн Феликс (консул 511 г.).